# آزادآباد
آزادآباد یک روستا در ایران است که در دهستان قشلاق جنوبی واقع شده‌است. آزادآباد ۱۰۹ نفر جمعیت دارد.